# アザミ嬢のララバイ
「アザミ嬢のララバイ」（アザミじょうのララバイ）は、中島みゆきのデビュー・シングル。1975年9月25日にキャニオン・レコードよりリリース（レーベルはAARD-VARK）。規格品番：AV-69。

## 解説
3⁄4拍子のワルツである。1stアルバム『私の声が聞こえますか』にはアレンジ違いのアルバムバージョンが収録された。
本作発表・発売前の1972年に「フォーク音楽祭全国大会」に出場し「あたし時々おもうの」で入賞しており、この時の音源は大会実況版としてLP化、発売されている。そのような経緯もあり、レコード・デビューとプロ・デビューは年月が異なるが、本格的なデビューとしては本作から起算されている。
発売前に、父親が脳溢血で倒れ昏睡状態で病院に運ばれたため、中島本人は宣伝活動ができなかった。
オリジナル7インチシングル盤の歌詞カードには中島のプロフィールと、本作を制作した時の心境（「ララバイ」について一言）、及び「アザミ」についての一言が記載されている。
編曲家として活動している、船山基紀のデビュー作である。
今作のリリースから31年後の2006年に発表されたアルバム『ララバイSINGER』収録曲の「ララバイSINGER」は、この曲のサビを使っている。
2010年に毎日放送で放映された深夜テレビドラマ『アザミ嬢のララバイ』のテーマ曲に採用された。
2022年11月28日にこのシングルは、ヤマハミュージックコミュニケーションズにより、ジャケット画像は7インチシングル盤でデジタル・ダウンロード配信された。

## テレビ番組での披露
1978年に「わかれうた」がヒットした際、『夜のヒットスタジオ』に出演。本作と「わかれうた」を披露した。

## 収録曲
1. アザミ嬢のララバイ（3分40秒）
  - 作詞・作曲：中島みゆき　編曲：船山基紀
2. さよならさよなら（2分40秒）
  - 作詞・作曲：中島みゆき　編曲：船山基紀

## カバー
- 内藤やす子（1976年、アルバム『すきま風』）
- 研ナオコ（1978年、アルバム『NAOKO VS MIYUKI (研ナオコ、中島みゆきを唄う)』）
- 柏原芳恵（1984年、アルバム『最愛』）
- 香西かおり（1992年、アルバム『綴織百景VOL.2 花』）
- 藤田恵美（2008年、アルバム『ココロの食卓 〜おかえり愛しき詩たち〜』）
- 清春（2019年、アルバム『Covers』）
- 工藤静香 (2021年、アルバム『青い炎』)

## その他
- テレビドラマ『探偵物語』第6話「失踪者の影」で、挿入歌として使用されている。
- テレビドラマ『あぶない刑事』第9話「迎撃」で、脱走犯に追い詰められた松村優子（木の実ナナ）がこの曲を口ずさんでいる。
- テレビドラマ『やすらぎの郷』第76話と第78話で、榊原アザミに関するシーンでシングル版が使用されている。